# 南营门街道
南营门街道是中华人民共和国天津市和平区下辖的一个街道办事处。面积1.25平方公里，人口65427人。
南营门街道东、南2面以营口道、电台道为界，与五大道街道、新兴街道相邻；北到南京路，与劝业场街道相邻；西面至卫津路与南开区相望。
天主教西开教堂位于南营门街道辖区。

## 行政区划
南营门街道下辖以下村级行政区划单位：
昆明路社区、西宁道社区、天兴里社区、竞业里社区、绵阳道社区、世昌里社区、香榭里社区、天新里社区、文化村社区和海光寺社区。